# Корк Гіберніанс
Футбольний клуб «Корк Гіберніанс» (ірл. Cork Hibernians) — колишній ірландський футбольний клуб з Корка, що існував у 1952—1977 роках.

## Досягнення
- Ліга Ірландії
  - Чемпіон (1): 1970–71

- Кубок Ірландії
  - Володар (1): 1971-72, 1972–73.